# Moncassin
Moncassin település Franciaországban, Gers megyében. Lakosainak száma 124 fő (2022. január 1.). Moncassin Belloc-Saint-Clamens, Clermont-Pouyguillès, Saint-Arroman, Saint-Élix-Theux, Saint-Médard és Saint-Michel községekkel határos.

## Népesség
A település népességének változása:
| Lakosok száma | 177  | 138  | 122  | 120  | 136  | 136  | 134  | 127  | 126  | 124  |
|               | 1968 | 1982 | 1990 | 2006 | 2013 | 2015 | 2017 | 2019 | 2020 | 2022 |